# António Correia Caldeira
António José Marques Correia Caldeira (Ponte de Lima, 13 de  outubro de 1815 — Lisboa, 2 de novembro de 1876) foi um lente da Universidade de Coimbra, jurista, político e organizador e coordenador da edição do espólio literário do Cardeal Saraiva. Entre outras funções de relevo, foi secretário do Conselho de Estado, conselheiro do Tribunal de Contas, deputado às Cortes e par do reino. Era considerado um distinto orador parlamentar. Foi pai da poetisa Amélia Janny.

## Biografia
António Correia Caldeira nasceu em Ponte de Lima, filho de José Marques Caldeira, um oficial do Exército Português natural de Coimbra, e de sua mulher Ana Efigénia Rita Correia, natural de Ponte de Lima e prima co-irmã de D. Frei Francisco de São Luís Saraiva, o Cardeal Saraiva. O seu irmão mais novo foi o poeta Luís Correia Caldeira.
Terminados os estudos primários em Ponte de Lima, mudou-se para Coimbra, onde se formou bacharel e depois licenciado em Direito. No ano de 1842 obteve, com distinção, o grau de doutor em Direito pela Universidade de Coimbra. Nesse mesmo ano nasceu-lhe, fora do casamento, uma filha que viria a ser a poetisa Amélia Janny.
Terminados os estudos, fixou-se em Coimbra, onde exerceu de 1848 a 1858 as funções de lente substituto ordinário da Faculdade de Direito da Universidade de Coimbra. Simultaneamente, iniciou-se na atividade política, sendo eleito deputado às Cortes nas eleições gerais de 1847, pelo círculo eleitoral de Ponte de Lima, cargo que manteve durante onze legislaturas, apenas abandonando a Câmara dos Deputados em 1871. No ano de 1876 voltou às Cortes nomeado par do reino. Considerado um excelente orador parlamentar, foi vice-presidente da Câmara dos Deputados.
Entretanto, mudara-se para Lisboa, onde foi nomeado secretário-geral do Governo Civil de Lisboa, iniciando uma carreia no alto funcionalismo público que o levaria a conselheiro do Tribunal de Contas e a secretário do Conselho de Estado. Foi ministro plenipotenciário em Bruxelas.
Recebeu a comenda da Ordem Militar de Nossa Senhora da Conceição de Vila Viçosa e a Grã-Cruz da de Leopoldo da Bélgica, em reconhecimento pelos serviços prestados como Plenipotenciário junto da Corte de Bruxelas.
Dedicou-se também às letras, tendo organizado as obras de completas de D. Francisco de São Luís Saraiva, publicando em 1855 o primeiro volume, numa primeira edição sem continuidade. A coletânea foi finalmente publicada pela Imprensa Nacional, em dez volumes, entre 1872 e 1883, com uma introdução do Marquês de Resende. É também autor de uma obra  intitulada Estudos sobre a História de Portugal, publicada em Lisboa no ano de 1855.
O Doutor António Correia Caldeira faleceu em Lisboa, onde vivia, deixando viúva Maria José Deslandes, de quem teve três filhos. Foi também sua filha, havida fora do casamento quando ainda estudava em Coimbra, a poetisa Amélia Janny.